# Rallye d'Allemagne
Le rallye d'Allemagne est une course automobile devenue manche du championnat du monde des rallyes en 2002 en remplacement de celle du Portugal. L'action se passe essentiellement autour de la ville de Trèves, il s'agit d'un rallye entièrement asphalté. À noter que les huit premières éditions de ce rallye ont toutes été remportées par le Français Sébastien Loeb, détrôné en 2011 par son coéquipier Sébastien Ogier.

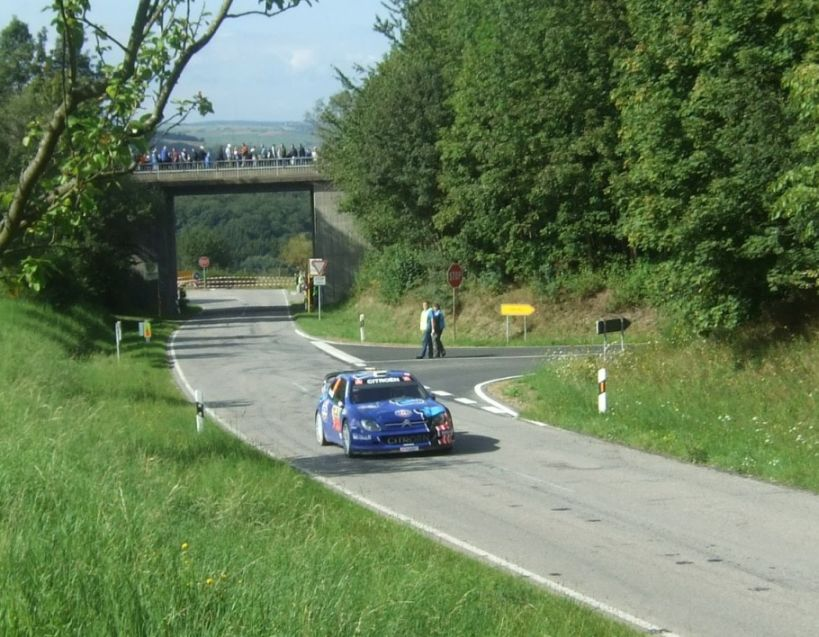
Citroën Xsara WRC en action, près de Trèves en 2007.

## Histoire
Au début des années 1950, le Rallye de Travemünde est l'un des principaux disputés sur le sol d'Allemagne de l'Ouest (avec ceux de Wiesbaden et de Solitude), et retenu de fait en Championnat d'Europe des rallyes (ERC), notamment gagné par Helmut Polensky et Walter Schlüter en 1952 à sa seconde édition sur Porsche, et en 1953 sur Fiat 1100. Le rallye de Wiesbaden sera même la seule épreuve de ce type intégrée pour l'ADAC au Championnat du monde des voitures de sport, en 1963 pour sa catégorie Grand Tourisme (vainqueur l'Allemand Günter Wallrabenstein sur Porsche 356B Carrera).
Un Rallye d'Allemagne comptant lui aussi pour l'ERC existe ensuite en RFA, entre 1957 et 1969 :
| Année                                                 | Pilote/copilote                      | Voiture              | (second)                |
| ----------------------------------------------------- | ------------------------------------ | -------------------- | ----------------------- |
| 1957                                                  | Leopold von Zeditz / Rolf Hahn       | BMW 502 8-cylindres  | ( Egon Westerholt)      |
| 1958                                                  | Bernard Consten / Jean Hébert        | Alfa Romeo Giulietta | ( Max Riess)            |
| 1959,                                                 | Erik Carlsson / Karl-Erik Svensson   | Saab 93              | ( Pat Moss)             |
| 1960,                                                 | Gunnar Andersson / Walter Karlsson   | Volvo PV544          | ( René Trautmann)       |
| 1961,                                                 | Hans-Joachim Walter / Hans Wencher   | Porsche 356 Carrera  | ( Eugen Böhringer)      |
| 1962 (Rallye de Baden-Baden),                         | Pat Moss / Pauline Mayman            | BMC Mini Cooper      | ( Eugen Böhringer)      |
| 1963                                                  | Eugen Böhringer / Klaus Kaiser       | Mercedes 300 SE      | ( Dieter Glemser)       |
| 1966                                                  | Günter Klass / Rolf Wütherich        | Porsche 911          | ( Arnaldo Cavallari)    |
| 1967 (Rallye Lyon-Charbonnières - Stuttgart-Solitude) | Vic Elford / David Stone             | Porsche 911          | ( Jean-Pierre Hanrioud) |
| 1968                                                  | Pauli Toivonen / Martti Kolari       | Porsche 911T         | ( Sobiesław Zasada)     |
| 1969 (Rallye de la Baltique),                         | Willy Jensen / Niels Thorning Jensen | BMW 2002 Ti          | ( Jochi Kleint)         |

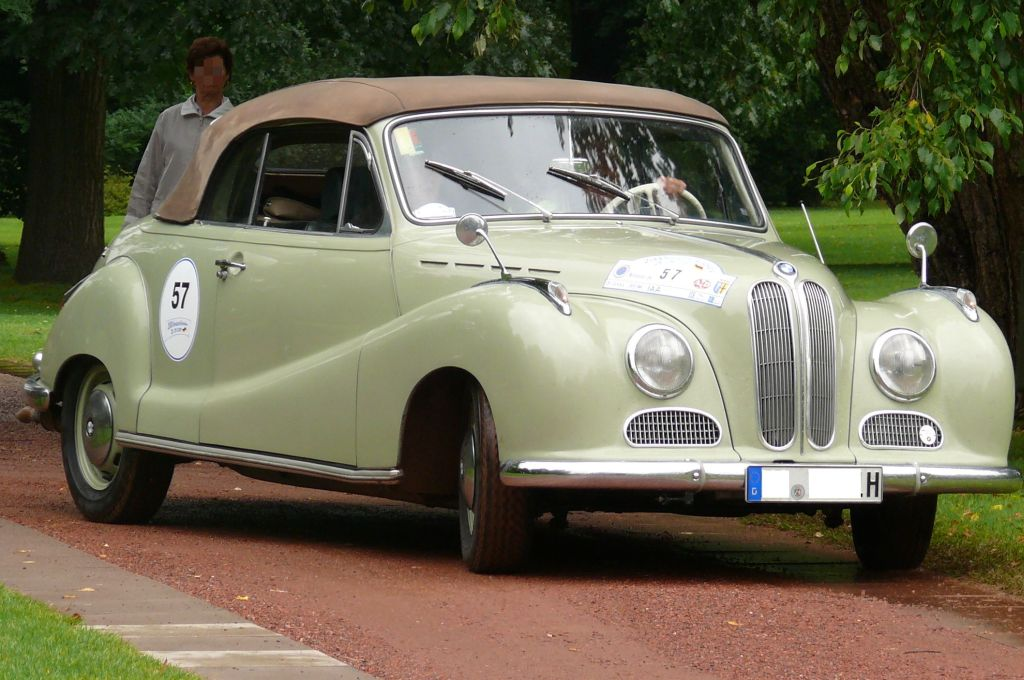
BMW 502 V8.

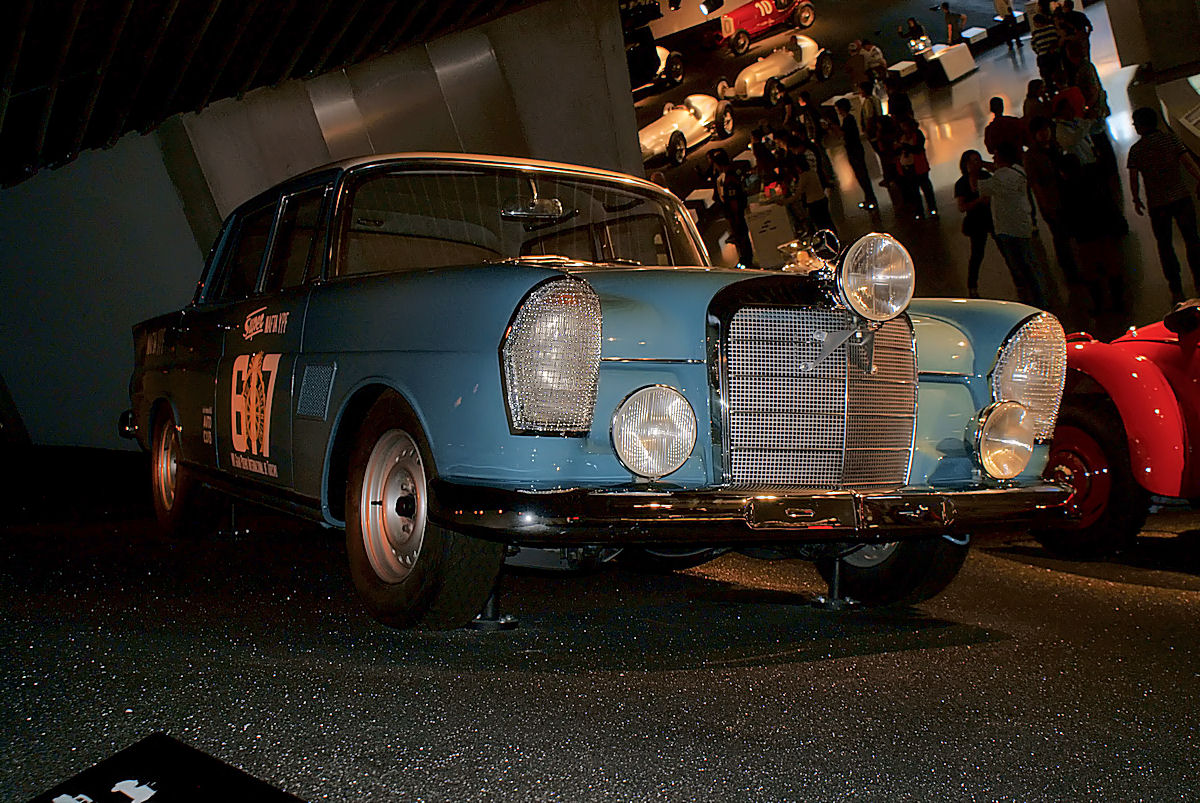
La Mercedes 300SE d'Eugen Böhringer, victorieuse en 1963.

(nb: en 1964 pas de rallye allemand en ERC, en 1965 le représentant est le Rallye des Trois Cîtés (le Munich-Vienne-Budapest, vainqueurs Rauno Aaltonen et Tony Ambrose sur Mini Cooper S) mais pas en 1967 (vainqueurs Jean-François Piot et Jean Brenaud sur Renault R8 Gordini); en 1968 Pauli Toivonen remporte à la fois les rallyes dits "de l'Ouest" et "de l'Est" (Pneumant); autres vainqueurs du Rallye DDR en ERC: 1967 (Pneumant) Günter Rüttinger (sur Wartburg), 1970 (Pneumant) Peter Hommel (sur Wartburg 311), 1971 (Nordland) Achim Warmbold (sur Opel Kadett Rallye) et 1972 (Pneumant) Sobiesław Zasada (sur BMW 2002 Ti, déjà vainqueur du Pneumant 1971))
Le premier rallye d'Allemagne de la renaissance se tient une douzaine d'années après le dernier rallye de RFA, en 1982, avec un départ depuis Francfort-sur-le-Main. Par la suite ce dernier s'effectue depuis Mayence, Coblence, Saint-Wendel, Adenau, et enfin Trèves, qui marque le début de l'épreuve désormais depuis 2000. Y sont regroupés le quartier général de la course, le centre média, et le parc fermé des véhicules (au Viehmarkt, le marché des bestiaux); cérémoniaux de départ et d'arrivée ont lieu devant la Porta Nigra, les équipages se frayant leur chemin au milieu des spectateurs. Le parc d'assistance est alors quant à lui 60 kilomètres au sud-est, sur la rive du Bostalsee, un lac de barrage au nord de la Sarre. Durant vingt ans, la course est placée sous l'égide de l'ADAC (Allgemeiner Deutscher Automobil-Club e.V.). En 1986, Michèle Mouton remporte également le championnat d'Allemagne (le DRM).
À compter de 2002, le rallye fait partie du programme du WRC après vingt ans d'existence, à la suite de sa fusion avec le rallye du Hunsrück. Jusqu'alors ces deux épreuves, encore distinctes, étaient comptabilisées pour l'ERC. En cela il est la seconde course du WRC issue d'une unification, comme les rallyes de Catalogne et de Costa Brava en 1988.

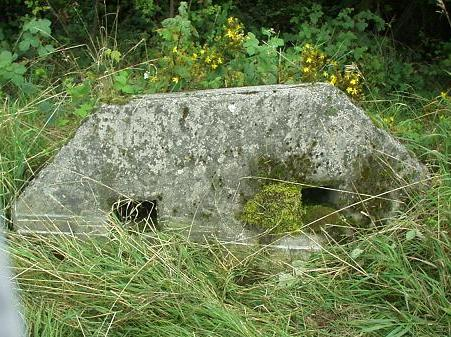
Hinkelstein typique, également fatal à Solberg en 2004.

Le premier jour est consacré le matin au shakedown près du parc de service avant de regagner Trèves pour le départ. Le vendredi des épreuves spéciales ont lieu dans le vignoble mosellois au nord de la ville, et le samedi autour et dans le terrain d'entraînement militaire de Baumholder devant de nombreuses foules (comme sur la crête dite de Gina), y compris la réputée E.S. du Panzerplatte (littéralement plaques de blindages) aux cailloux d'allure mégalithiques nommés "Hinkelsteins" conçus comme barrières pour les véhicules militaires et bordant un parcours fait de successions de dalles bétonnées et de bitume, acérés et souvent volumineux, la journée s'achevant par une superspéciale à Saint-Wendel, bourgade entourée d'autoroutes elles aussi utilisées pour la course. Les tronçons de liaisons entre les ES et Trèves sont souvent assez longs. Pour cette raison le parc d'assistance quitte la Bostalsee pour le centre de convention de Trèves à partir de 2007. Le shakedown est alors déplacé à la frontière luxembourgeoise, et les E.S. réorganisées en conséquences, pénétrant plus à travers les vignes le vendredi.

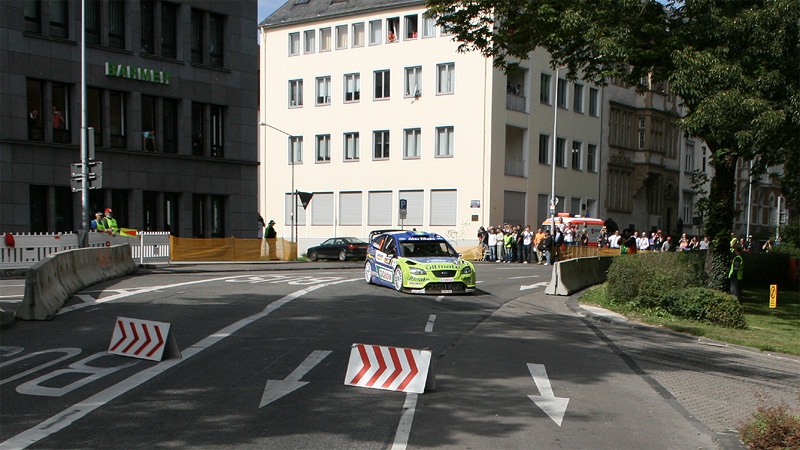
Marcus Grönholm lors du Circus Maximus 2007.

 Le dernier jour la nouvelle superspéciale du Circus Maximus est créée, sur plus de quatre kilomètres au centre-ville de Trèves près de la Porta Nigra. Quatre voitures entrent toutes les 10 à 20 secondes, pour trois ou quatre tours d'un circuit improvisé pour la circonstance, souvent en partie aussi dans des rues étroites du centre-ville. En 2008 une chaîne de télévision nationale retransmet le spectacle en direct, avec près de 15.000 spectateurs sur place. 200.000 personnes au total sont alors recensées durant les trois jours de la compétition à cette époque. On parle souvent d'un trois rallyes en un pour cette course, de par l'harmonisation de ses trois types d'épreuves (viticoles, militaires, et populaires). Le temps changeant offert aux concurrents durant la période de déroulement n'arrangeant pas les choses, le choix des pneumatiques est souvent crucial, de courtes averses venues de nulle part pouvant ainsi brutalement apparaître, au grand dam d'un Marcus Grönholm par exemple, accidenté dès le début de la première E.S. en 2004. À Trèves la période de la course coïncide généralement avec le festival annuel des brasseurs, ainsi qu'avec celui de l'art roman. 
La gestion de l'environnement par les organisateurs de ce rallye est un exemple internationalement reconnu. Un physicien, un ingénieur agronome, un géologue et un naturaliste sont notamment mis à contribution pour respecter les divers sites. Le parc d'assistance est ainsi situé dans une zone sensible pour la protection de l'eau. La coordination des divers intervenants fait d'ailleurs l'objet d'une bourse de thèse d'ingénieur à l'Université de Trèves entre 2006 et 2007.
Au nom de l'alternance de certaines épreuves du WRC, la course n'est pas disputé en 2009.

## Palmarès

### En Championnat d'Allemagne (et en ERC)
(Dieter Depping l'a remporté à trois reprises, sous son ancienne formule)
| Année | Pilote            | Copilote              | Voiture                 |
| ----- | ----------------- | --------------------- | ----------------------- |
| 1982  | Erwin Weber       | Matthias Berg         | Opel Ascona 400         |
| 1983  | Walter Röhrl      | Christian Geistdörfer | Lancia Rally 037        |
| 1984  | Hannu Mikkola     | Christian Geistdörfer | Audi Sport Quattro      |
| 1985  | Kalle Grundel     | Peter Diekmann        | Peugeot 205 T16         |
| 1986  | Michèle Mouton    | Terry Harryman        | Peugeot 205 T16         |
| 1987  | Jochi Kleint      | Manfred Hiemer        | Volkswagen Golf GTI 16V |
| 1988  | Robert Droogmans  | Ronny Joosten         | Ford Sierra RS Cosworth |
| 1989  | Patrick Snijers   | Dany Colebunders      | Toyota Celica Turbo 4WD |
| 1990  | Robert Droogmans  | Ronny Joosten         | Lancia Delta Integrale  |
| 1991  | Piero Liatti      | Luciano Tedeschini    | Lancia Delta Integrale  |
| 1992  | Erwin Weber       | Manfred Hiemer        | Mitsubishi Galant VR-4  |
| 1993  | Patrick Snijers   | Dany Colebunders      | Ford Escort RS Cosworth |
| 1994  | Dieter Depping    | Peter Thul            | Ford Escort RS Cosworth |
| 1995  | Enrico Bertone    | Max Chiapponi         | Toyota Celica Turbo 4WD |
| 1996  | Dieter Depping    | Fred Berssen          | Ford Escort RS Cosworth |
| 1997  | Dieter Depping    | Dieter Hawranke       | Ford Escort RS Cosworth |
| 1998  | Matthias Kahle    | Dieter Schneppenheim  | Toyota Corolla WRC      |
| 1999  | Armin Kremer      | Fred Berssen          | Subaru Impreza WRC      |
| 2000  | Henrik Lundgaard  | Jens Christian Anker  | Toyota Corolla WRC      |
| 2001  | Philippe Bugalski | Jean-Paul Chiaroni    | Citroën Xsara WRC       |

### En WRC

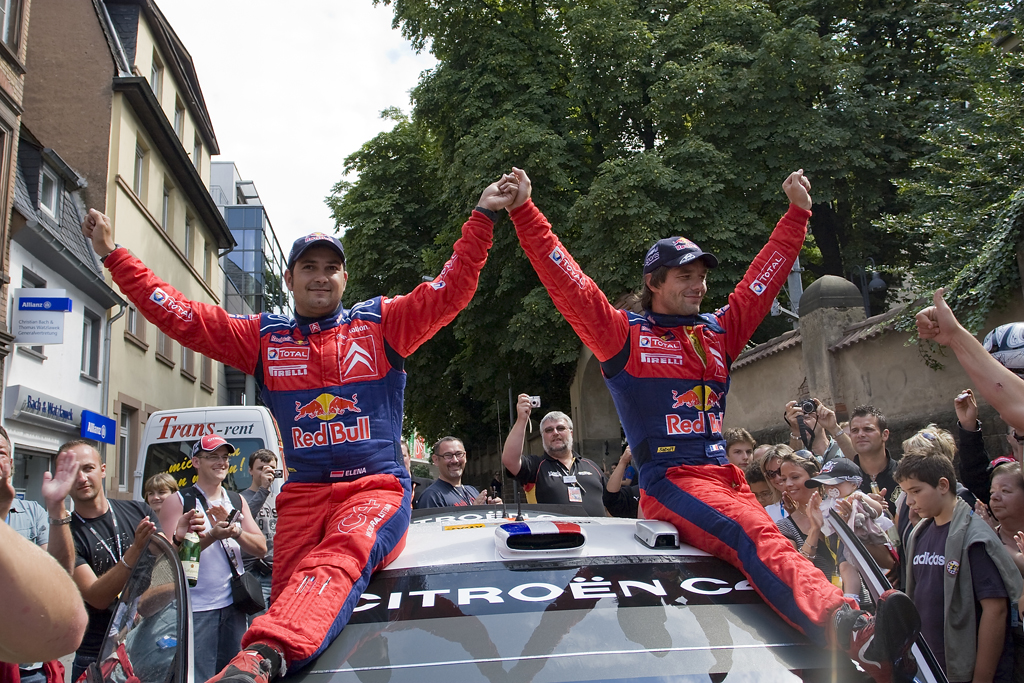
Loeb et Elena, lors de leur 7e victoire, en 2008.

| Année | Pilote           | Copilote          | Voiture               |
| ----- | ---------------- | ----------------- | --------------------- |
| 2002  | Sébastien Loeb   | Daniel Elena      | Citroën Xsara WRC     |
| 2003  | Sébastien Loeb   | Daniel Elena      | Citroën Xsara WRC     |
| 2004  | Sébastien Loeb   | Daniel Elena      | Citroën Xsara WRC     |
| 2005  | Sébastien Loeb   | Daniel Elena      | Citroën Xsara WRC     |
| 2006  | Sébastien Loeb   | Daniel Elena      | Citroën Xsara WRC     |
| 2007  | Sébastien Loeb   | Daniel Elena      | Citroën C4 WRC        |
| 2008  | Sébastien Loeb   | Daniel Elena      | Citroën C4 WRC        |
| 2009  | Épreuve annulée. | Épreuve annulée.  | Épreuve annulée.      |
| 2010  | Sébastien Loeb   | Daniel Elena      | Citroën C4 WRC        |
| 2011  | Sébastien Ogier  | Julien Ingrassia  | Citroën DS3 WRC       |
| 2012  | Sébastien Loeb   | Daniel Elena      | Citroën DS3 WRC       |
| 2013  | Daniel Sordo     | Carlos Del Barrio | Citroën DS3 WRC       |
| 2014  | Thierry Neuville | Nicolas Gilsoul   | Hyundai i20 WRC       |
| 2015  | Sébastien Ogier  | Julien Ingrassia  | Volkswagen Polo R WRC |
| 2016  | Sébastien Ogier  | Julien Ingrassia  | Volkswagen Polo R WRC |
| 2017  | Ott Tänak        | Martin Järveoja   | Ford Fiesta WRC (en)  |
| 2018  | Ott Tänak        | Martin Järveoja   | Toyota Yaris WRC (en) |
| 2019  | Ott Tänak        | Martin Järveoja   | Toyota Yaris WRC      |